# Dipartimento di Bignona
Il dipartimento di Bignona (fr. Département de Bignona) è un dipartimento del Senegal, appartenente alla regione di Ziguinchor. Il capoluogo è la città di Bignona.
Si estende nella parte centro-settentrionale della regione, sulla destra idrografica del fiume Casamance. Il dipartimento occupa la maggior parte del territorio regionale.
Il dipartimento di Bignona comprende 2 comuni e 4 arrondissement, a loro volta suddivisi in 16 comunità rurali.
comuni:
- Bignona
- Thionck-Essyl

arrondissement:
- Diouloulou
- Sindian
- Tendouck
- Tenghory